# World Series of Poker 1998
Die World Series of Poker 1998 war die 29. Austragung der Poker-Weltmeisterschaft und fand vom 21. April bis 14. Mai 1998 im Binion’s Horseshoe in Las Vegas statt.

## Turniere

### Turnierplan

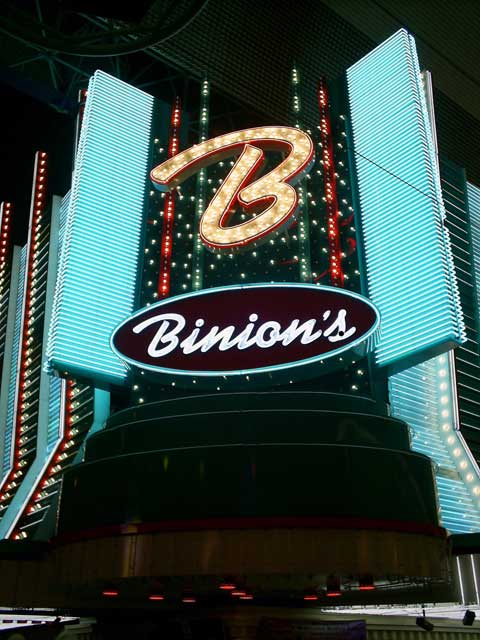
Das Binion’s Horseshoe in Las Vegas

Im Falle eines mehrfachen Braceletgewinners gibt die Zahl hinter dem Spielernamen an, das wievielte Bracelet in diesem Turnier gewonnen wurde.
| #  | Buy-in (in $) | Turnier                                          | Turnierbeginn | Teilnehmer | Sieger             | Herkunft               | Preisgeld (in $) |
| -- | ------------- | ------------------------------------------------ | ------------- | ---------- | ------------------ | ---------------------- | ---------------- |
| 1  | 02.000        | Limit Hold’em                                    | 21. Apr. 1998 | 581        | Farzad Bonyadi     | Vereinigte Staaten     | 0.429.940        |
| 2  | 01.500        | Limit Razz                                       | 22. Apr. 1998 | 155        | Doyle Brunson (8)  | Vereinigte Staaten     | 0.093.000        |
| 3  | 01.500        | Limit Omaha                                      | 23. Apr. 1998 | 183        | Mikael Shadkin     | Vereinigte Staaten     | 0.109.800        |
| 4  | 01.500        | Limit Seven Card Stud                            | 24. Apr. 1998 | 267        | Kirk Morrison      | Vereinigte Staaten     | 0.148.185        |
| 5  | 01.500        | Pot-Limit Omaha                                  | 25. Apr. 1998 | 183        | Donnacha O’Dea     | Irland                 | 0.154.800        |
| 6  | 01.500        | Limit Seven Card Stud Hi-Lo                      | 26. Apr. 1998 | 251        | Tom Hufnagle       | Vereinigte Staaten     | 0.139.305        |
| 7  | 02.000        | No-Limit Hold’em                                 | 27. Apr. 1998 | 350        | Jeff Ross          | Vereinigte Staaten     | 0.259.000        |
| 8  | 02.000        | Limit Omaha Hi-Lo                                | 28. Apr. 1998 | 203        | Chau Giang (2)     | Vereinigte Staaten     | 0.150.960        |
| 9  | 02.000        | Pot-Limit Hold’em                                | 29. Apr. 1998 | 229        | Daniel Negreanu    | Kanada                 | 0.169.460        |
| 10 | 02.500        | Limit Seven Card Stud                            | 30. Apr. 1998 | 152        | Artie Cobb (4)     | Vereinigte Staaten     | 0.152.000        |
| 11 | 02.500        | Pot-Limit Omaha                                  | 1. Mai 1998   | 082        | T. J. Cloutier (4) | Vereinigte Staaten     | 0.136.000        |
| 12 | 02.500        | Limit Seven Card Stud Hi-Lo                      | 2. Mai 1998   | 120        | Bill Gempel        | Vereinigte Staaten     | 0.120.000        |
| 13 | 03.000        | Limit Hold’em                                    | 3. Mai 1998   | 171        | David Chiu (2)     | Vereinigte Staaten     | 0.205.200        |
| 14 | 03.000        | Limit Omaha Hi-Lo                                | 4. Mai 1998   | 111        | Paul Rowe          | Vereinigte Staaten     | 0.133.200        |
| 15 | 03.000        | Pot-Limit Hold’em                                | 5. Mai 1998   | 172        | Steve Rydel        | Vereinigtes Konigreich | 0.206.400        |
| 16 | 05.000        | No-Limit 2-7 Lowball Draw                        | 6. Mai 1998   | 026        | Erik Seidel (4)    | Vereinigte Staaten     | 0.132.750        |
| 17 | 03.000        | No-Limit Hold’em                                 | 7. Mai 1998   | 242        | Ken Buntjer        | Vereinigte Staaten     | 0.268.620        |
| 18 | 05.000        | Limit Seven Card Stud                            | 8. Mai 1998   | 104        | Jan Chen           | Vereinigte Staaten     | 0.208.000        |
| 19 | 05.000        | Limit Hold’em                                    | 9. Mai 1998   | 112        | Patrick Bruel      | Frankreich             | 0.224.000        |
| 20 | 01.000        | Ladies Limit Seven Card Stud                     | 10. Mai 1998  | 100        | Amanda Thompson    | Kanada                 | 0.040.000        |
| 21 | 00.000        | Charity – No-Limit Hold’em Press Invitational    | 10. Mai 1998  | unbekannt  | unbekannt          | unbekannt              | unbekannt        |
| 22 | 10.000        | No Limit Hold’em Main Event – World Championship | 11. Mai 1998  | 350        | Scotty Nguyen (2)  | Vereinigte Staaten     | 1.000.000        |

### Main Event

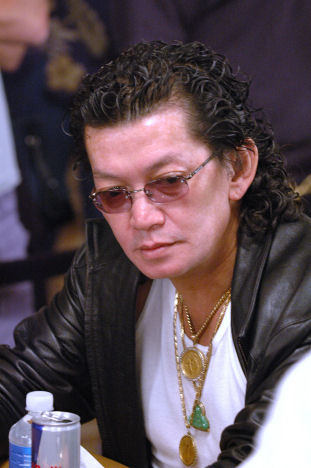
Scotty Nguyen (2006)

Der Finaltisch wurde am 14. Mai 1998 ausgespielt. In der finalen Hand gewann Nguyen mit J♦ 9♣ gegen McBride mit Q♥ 10♥.
| Platz | Herkunft               | Spieler        | Preisgeld (in $) |
| ----- | ---------------------- | -------------- | ---------------- |
| 1     | Vereinigte Staaten     | Scotty Nguyen  | 1.000.000        |
| 2     | Vereinigte Staaten     | Kevin McBride  | 0.687.500        |
| 3     | Vereinigte Staaten     | T. J. Cloutier | 0.437.500        |
| 4     | Vereinigte Staaten     | Dewey Weum     | 0.250.000        |
| 5     | Vereinigte Staaten     | Lee Salem      | 0.190.000        |
| 6     | Vereinigtes Konigreich | Ben Roberts    | 0.150.000        |